# Каменные сооружения Блафф-Пойнт
Каменные сооружения Блафф-Пойнт (англ. The Bluff Point Stoneworks) — доисторические каменные сооружения, обнаруженные в XIX веке у озера Кьюка (англ. Keuka Lake) в регионе Фингер-Лейкс на западе штата Нью-Йорк, в 6 км к югу от Кьюка-Парка. Несмотря на известность, которую данные сооружения получили среди историков, владелец земли Хауланд Хемпхилл (англ. Howland Hemphill) уничтожил их в 1876 году, чтобы расчистить место для строительства своего дома. Вопрос об их создателях до сих пор остаётся нерешённым, отчасти потому, что большинство лиц, получивших доступ к памятнику и оставивших его описания, не были профессионалами ни в истории, ни в археологии.
В 1980 году некоторые фрагменты сооружений были всё ещё видны издалека. К 1985 г. остатки сооружений поросли виноградниками, через них были проложены дороги и другие сооружения. (David D. Robinson, The Crooked Lake Review, #68, Nov. 1993, 17.) Подземная часть сооружений всё ещё частично сохранилась.
Подобные сооружения, относительно хорошо сохранившиеся, обнаружены в Оули-Хиллз, штат Пенсильвания.

## Некоторые описания
С. Харт Райт (англ. S. Hart Wright) описал каменные сооружения в том виде, в каком он их застал в 1879 и 1880 гг..

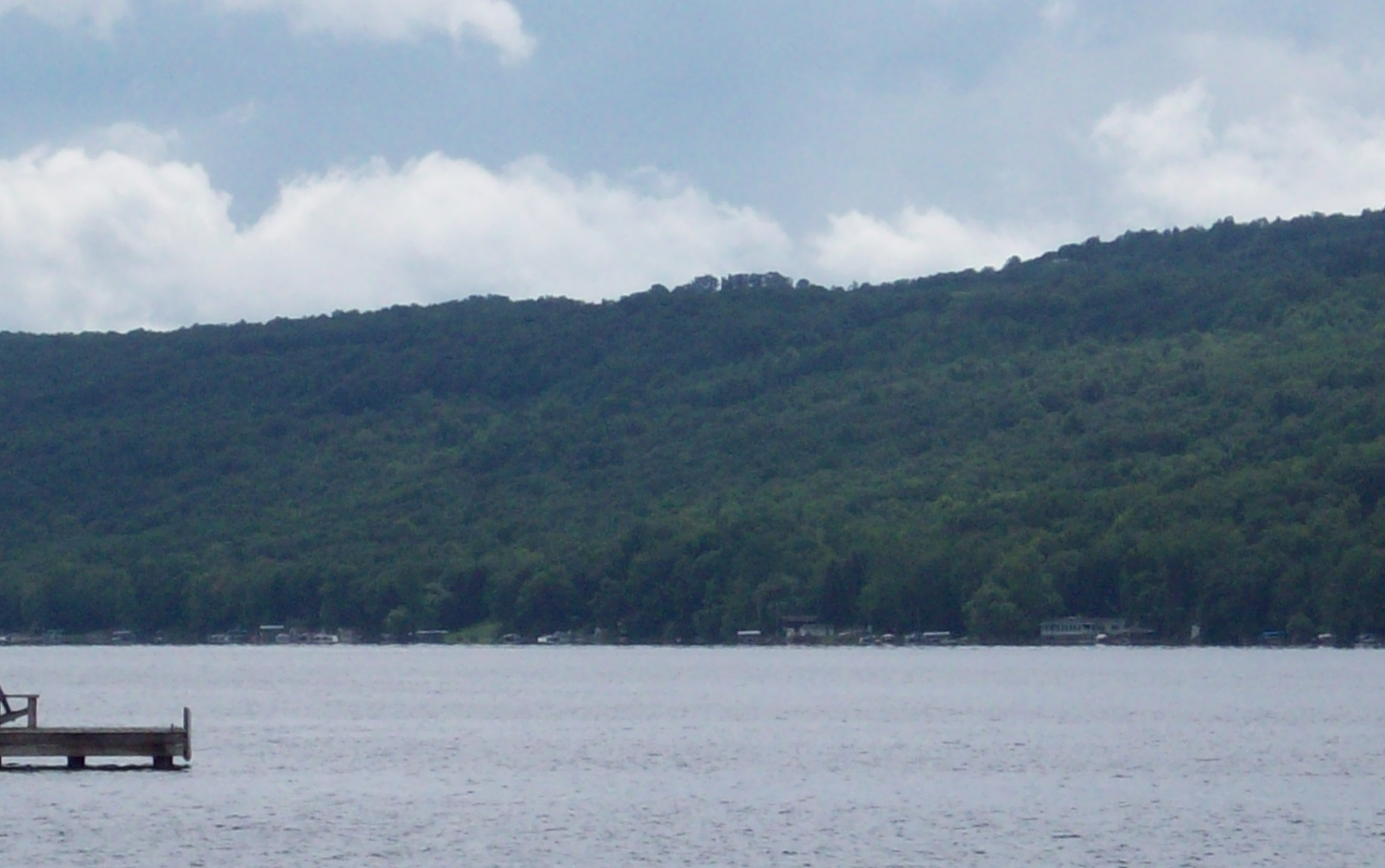
Блафф-Пойнт, вид с восточного берега озера Кьюка. 2008 год.

Сооружения занимали площадь чуть менее 3 гектаров. Райт отметил «ступенчатую дорожку» шириной от 1 до 3 метров и высотой около 30 см. Далее он отметил, что «прямолинейные деления… выполнены с почти математической точностью, и показывают способности, которые едва ли можно приписать краснокожим». Позднее он допустил, что по возрасту сооружение может относиться к эпохе строителей курганов (чья этническая принадлежность в ту пору ещё была предметом дискуссий). Подводя итоги, Харт Райт отметил, что каменные сооружения были «одними из наиболее странных сооружений в штате. Я не видел ничего подобного в каких-либо работах по археологии».
Дэвид Келли и Вирджиния Гиббс (англ. David B. Kelley and Virginia Gibbs) в статье для японской газеты «Хамацу» 9 апреля 1991 года привели описание сооружений в Блафф-Пойнт.
Поскольку наружная часть сооружений почти полностью исчезла к 1990-м годам, Келли и Гиббс обобщили работы предыдущих исследователей. Цитируя статью С. Харт Райта 1879—1880 гг., они также описывают «ступеньки… с бордюром в виде крупных плоских каменных плит, наклоняющихся к центру ступенчатой дороги; комнаты различного размера; прямоугольное деление сооружения на отсеки, причём длина отдельных отсеков достигает 150 метров; вертикальные каменные плиты, расположенные в виде кругов, квадратов и арок; а также каменный монолит высотой 2,5 метра, и отверстия, вероятно, для опор крыши».

## Попытки сохранения
К настоящему времени Блафф-Пойнтские сооружения (по крайней мере их надземная часть) практически не сохранились. Некоторая часть руин может сохраняться под землёй, однако раскопкам препятствуют собственники земли.
Берлин Харт Райт (англ. Berlin Hart Wright) в 1938 году писал: «Мы осмотрели руины, и в то время обратились с самой серьёзной просьбой к властям штата принять меры по сохранению руин этого уникального сооружения аборигенов. Однако ничего не было сделано, и к настоящему времени оно (сооружение) утрачено».

## Другие американские мегалиты
- Американский Стоунхендж
- Гунгиуомп
- Оули-Хиллз